# Экспедиция Салливана
Экспеди́ция Са́лливана (англ. Sullivan Expedition), также известная как Кампа́ния Салливана (англ. Sullivan Campaign) или Экспедиция Салливана — Кли́нтона (англ. Sullivan-Clinton Expedition) — крупномасштабная военная операция, подготовленная Джорджем Вашингтоном и проведённая Континентальной армией в период с 18 июня по 3 октября 1779 во время Американской революции против лоялистов и четырёх племён ирокезов, поддержавших Британскую империю.
После отказа Горацио Гейтса возглавить экспедицию её руководство было возложено на генерала Джона Салливана. Вашингтон решил провести кампанию в ответ на нападения лоялистов и союзных британцам ирокезов на поселения в северо-восточной Пенсильвании и на севере провинции Нью-Йорк в 1778 году. Британские власти отнеслись с недоверием к сообщениям разведчиков индейцев о том, что американцы собирают большую армию и хотят вторгнуться в страну ирокезов. Когда кампания началась, британцы решили, что слишком поздно оказывать ирокезам какую-либо помощь и сосредоточили войска в районе своих фортов. Салливан получил приказ собрать три бригады войск в Истоне и двигаться вверх по реке Саскуэханне. Четвёртая бригада под командованием генерала Джеймса Клинтона должна была выступить из Скенектади и идти на запад на соединение с силами Салливана. В Западной Пенсильвании была организована ещё одна параллельная экспедиция под командованием полковника Дэниела Бродхеда, которая должна была следовать из Питтсбурга вверх по реке Аллегейни к западным землям ирокезов, а затем тем же маршрутом вернуться обратно. Во время кампании произошло лишь одно серьёзное сражение близ Ньютауна, в результате которого индейцы и лоялисты потерпели поражение, после чего войска Салливана не встречали сопротивления при разрушении ирокезских селений.
Экспедиция Салливана 1779 года стала одной из крупнейших наступательных операций, проведённых американской Континентальной армией в годы Войны за независимость США. В результате кампании были разрушены 40 индейских поселений и уничтожены все продовольственные запасы ирокезов. Около 200 ирокезов было убито, а более 5000 беженцев были вынуждены отправиться к форту Ниагара, чтобы не умереть от голода. После окончания экспедиции генерал Салливан получил поздравления от Вашингтона и Благодарность Конгресса. Кампания лишь на некоторое время защитила американских поселенцев от рейдов индейцев и лоялистов, которые возобновились в следующем году и продолжались до конца войны. К тому же многие ирокезы, сохранявшие нейтралитет, после разрушения их селений перешли на сторону британцев. Несмотря на то, что Вашингтон и Конгресс были удовлетворены тактической победой Салливана, она мало что изменила для жителей приграничных районов Нью-Йорка и Пенсильвании.
Ряд историков и исследователей пришли к выводу, что экспедиция является актом геноцида и Салливан стремился полностью уничтожить племена ирокезов, но другие учёные выражают сомнения в применении этого термина к действиям генерала и приказам Вашингтона.

## Предыстория
Когда началась Американская революция, конфедерация ирокезов попыталась сохранить нейтралитет и не участвовать в ней. Ни британцы, ни американцы не были удовлетворены этим решением и на протяжении 1775 и 1776 годов стремились привлечь ирокезов на свою сторону. В результате деятельности различных эмиссаров шесть племён разделились в вопросе о том, какой курс избрать. В конце 1775 года американская армия вторглась в Британский Квебек и торговля ирокезов с британцами оказалась разрушена. Американские торговцы оказались не способны снабжать ирокезов в первые годы войны товарами и экономический кризис охватил все шесть племён. Конгрегационалистский священник Сэмюэл Кёркленд, служивший миссионером среди индейцев, смог убедить большинство онайда и тускарора принять сторону американцев, в то время как мохоки, сенека, кайюга и онондага остались верны Великобритании.
В начале лета 1777 года произошёл окончательный раскол конфедерации ирокезов. Вождь мохоков Джозеф Брант вернулся из своей поездки в Англию и приступил к вербовке индейцев в свой отряд, который должен был действовать в интересах британской армии. В то время как мохоки, кайюга и сенека окончательно решили воевать на стороне Британии, значительное число тускарора и онайда вступили в союз с патриотами и попросили их разместить гарнизон в форте Стэнвикс для того, чтобы предоставить убежище женщинам и детям, если британцы нападут на их селения. Лишь онондага, символ единства ирокезов и Хранители огня конфедерации, по-прежнему не хотели воевать, но их поразила эпидемия, из-за которой более 90 человек погибли, а многие другие оказались тяжело больны. Когда большинство онондага выздоровело, племя разделилось на три части: пробританскую, проамериканскую и нейтральную фракции.
После того как британцы изгнали американцев из Квебека, они вновь возобновили торговлю с ирокезами. Британские служащие Индейского департамента провели ряд встреч с вождями племён, на которых индейцам были преподнесены подарки в виде различных товаров и боеприпасов. Кроме того, британцы напомнили ирокезам о Договорной цепи и об их обязанности соблюдать условия соглашений. На большом совете в июле 1777 года в Ирондекуойте присутствовали представители всех племён, кроме онайда, были даже несколько вождей тускарора. После завершения совещаний британские комиссары попросили вождей официально вступить в войну против американцев и большинство лидеров ирокезов приняло это предложение.
Ещё в мае 1777 года Джон Батлер, офицер Индейского департамента и заместитель суперинтенданта ирокезов, получил приказ собрать индейских воинов и присоединиться к экспедиции полковника Бэрримора Сент-Леджера в форте Осуиго. Во второй половине июля он убедил принять участие в экспедиции около 350 воинов сенека и кайюга, к которым также присоединились мохоки Джозефа Бранта. В ходе начавшейся Саратогской кампании большие силы британцев под командованием генерала Джона Бергойна наступали из Квебека на Олбани, а войско, возглавляемое Сент-Леджером, должно было продвигаться от форта Осуиго по долине реки Мохок и также выйти к Олбани. Основываясь на имеющихся разведданных о состоянии войск американцев, Сент-Леджер и Брант убедили воинов сенека, кайюга и мохоков в лёгкой победе над противником.
Единственным препятствием для экспедиции Сент-Леджера был форт Стэнвикс. 3 августа британцы и ирокезы подошли к форту, в котором находился гарнизон из 750 человек под командованием Питера Гансеворта. Сент-Леджер выдвинул требование о сдаче укрепления, но получил от Гансеворта отказ. Понимая, что быстро достичь Олбани не получится, Сент-Леджер приступил к осаде форта. Узнав об этом, генерал Николас Херкимер собрал ополчение и направился на выручку Гансеворту. 6 августа британцы и ирокезы устроили засаду на отряд Херкимера около Орискани, селения онайда. В бою при Орискани на стороне американцев сражались около 60 воинов онайда и оно стало началом гражданской войны среди ирокезов. Сенека, мохоки и кайюга приняли на себя основной удар армии патриотов в сражении и понесли большие потери.

## Рейды ирокезов и лоялистов

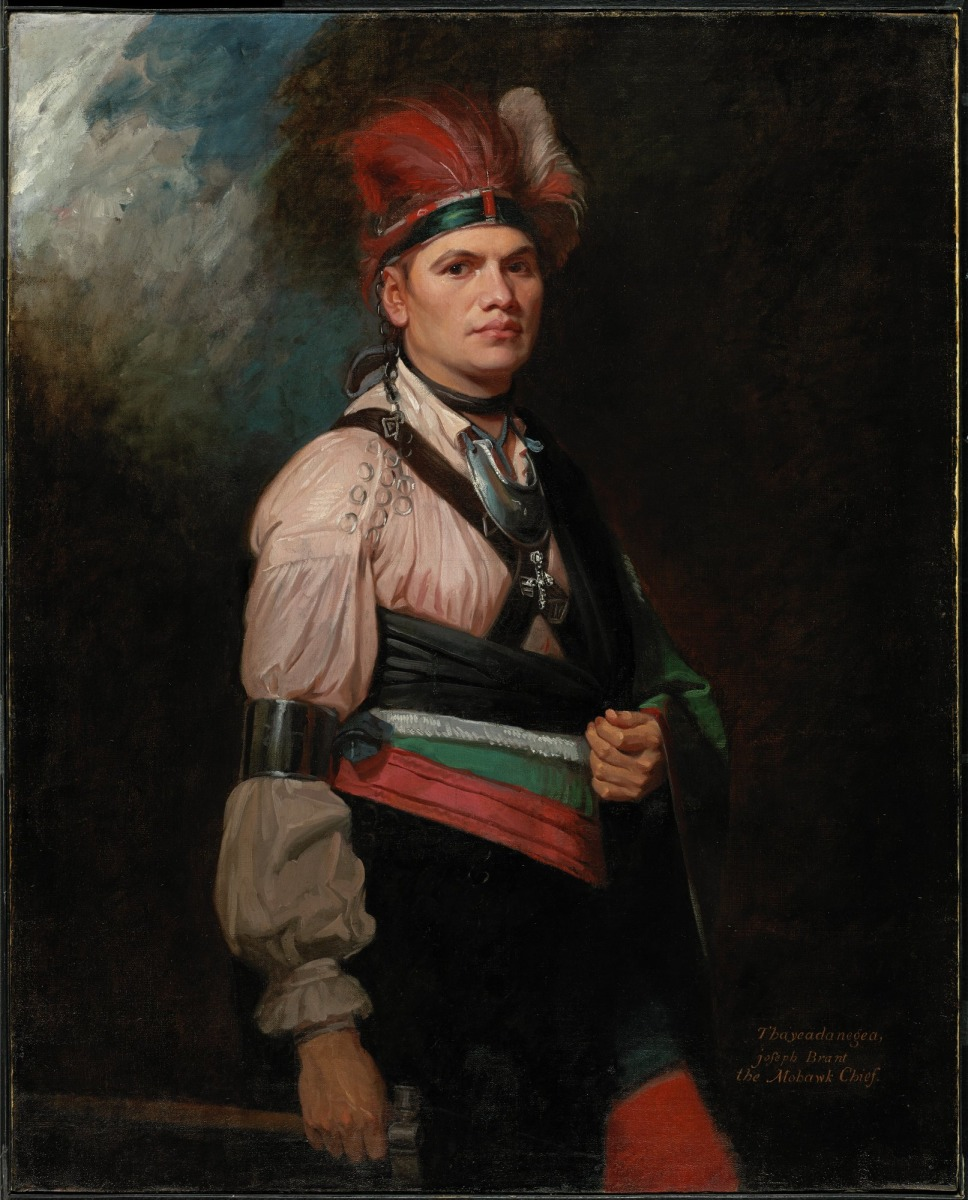
Портрет Джозефа Бранта кисти Джорджа Ромни, 1776 г.

В сентябре губернатор Квебека Гай Карлтон поручил Батлеру организовать отряд рейнджеров из лоялистов и назначил его временно исполняющим обязанности коменданта форта Ниагара. После окончания Саратогской кампании война за независимость США в северной и западной частях провинции Нью-Йорк превратилась в серию взаимных рейдов и небольших стычек. Долина реки Мохок стала особой мишенью для нового подразделения Батлера, поскольку она являлась одной из богатейших житниц британских колоний в Северной Америке, к тому же местные фермеры активно снабжали провизией Континентальную армию. Не сумев захватить эту территорию в ходе Саратогской кампании, британское командование решило лишить своего противника хорошей продовольственной базы и уничтожить поселения в долине.
Зимой 1777—1778 годов союзники Великобритании Сайенкерата и Джозеф Брант разработали планы нападения на приграничные поселения в Нью-Йорке и Пенсильвании. В конце января Брант покинул форт Ниагара с отрядом из 30 мохоков и отправился к ирокезским деревням, расположенным на севере Нью-Йорка. В мае 1778 года Брант прибыл в Онакуагу, собирая индейских воинов и рассылая призывы лоялистам присоединиться к нему. 30 мая он отправил небольшой разведывательный отряд к южной окраине поселения Коблскилл. План Бранта заключался в том, чтобы заманить американцев в ловушку, и он отлично сработал. В сражении при Коблскилле ирокезы и лоялисты убили и ранили 30 человек, а пятерых американцев забрали в плен.
В июне 1778 года Сайенкерата, Брант и Джон Батлер встретились в Тайоге и провели совещание. Они приняли решение, что Батлер отправится вместе с Сайенкератой в Вайоминг, а Брант вернётся в Онакуагу и продолжит сбор людей и провизии для последующих рейдов на поселения американцев в Нью-Йорке. В конце июня большой отряд индейцев и рейнджеров, который возглавили Батлер и Сайенкерата, спустился вниз по реке Саскуэханне на 50 каноэ и направился в долину Вайоминг. Большинство индейских воинов были из племён сенека и кайюга, но присутствовали также представители онондага и тускарора. 3 июля в сражении за Вайоминг американцы вновь потерпели поражение, потеряв убитыми 302 человека.
В том же месяце Брант совершил набеги на Спрингфилд и Андрустаун. В этих поселениях лоялисты и ирокезы также сожгли дома и хозяйственные постройки и убили нескольких мужчин. 17 сентября Брант и капитан рейнджеров Уильям Колдуэлл со своими людьми напали на Джерман-Флэтс. Были разрушены и сожжены 63 дома, 57 амбаров, 3 мельницы и одна лесопилка. Покидая уничтоженное поселение, ирокезы и лоялисты забрали с собой 235 лошадей, 229 голов крупного рогатого скота и 269 овец. После этого американцы решили разрушить Юнадиллу и Онакуагу, чтобы лишить ирокезов и лоялистов оперативных баз. В начале октября 1778 года более 260 человек под командованием полковника Уильяма Батлера напали на два поспешно покинутых поселения и разрушили их, забрав или уничтожив всё продовольствие.
Когда капитан Уолтер Батлер решил нанести удар по поселению Черри-Валли, сенека и мохоки присоединились к нему, чтобы отомстить за уничтожение своих деревень. 11 ноября 1778 года ирокезы и рейнджеры атаковали Черри-Валли. Они захватили 70 пленников, многие из которых были женщинами и детьми, и убили 48 человек, полностью разрушив само селение. За исключением нападения на поселение Кайл, которое произошло несколькими днями позже, атака на Черри-Валли оказалась последним рейдом ирокезов и британцев на долину реки Мохок.

## Подготовка к экспедиции

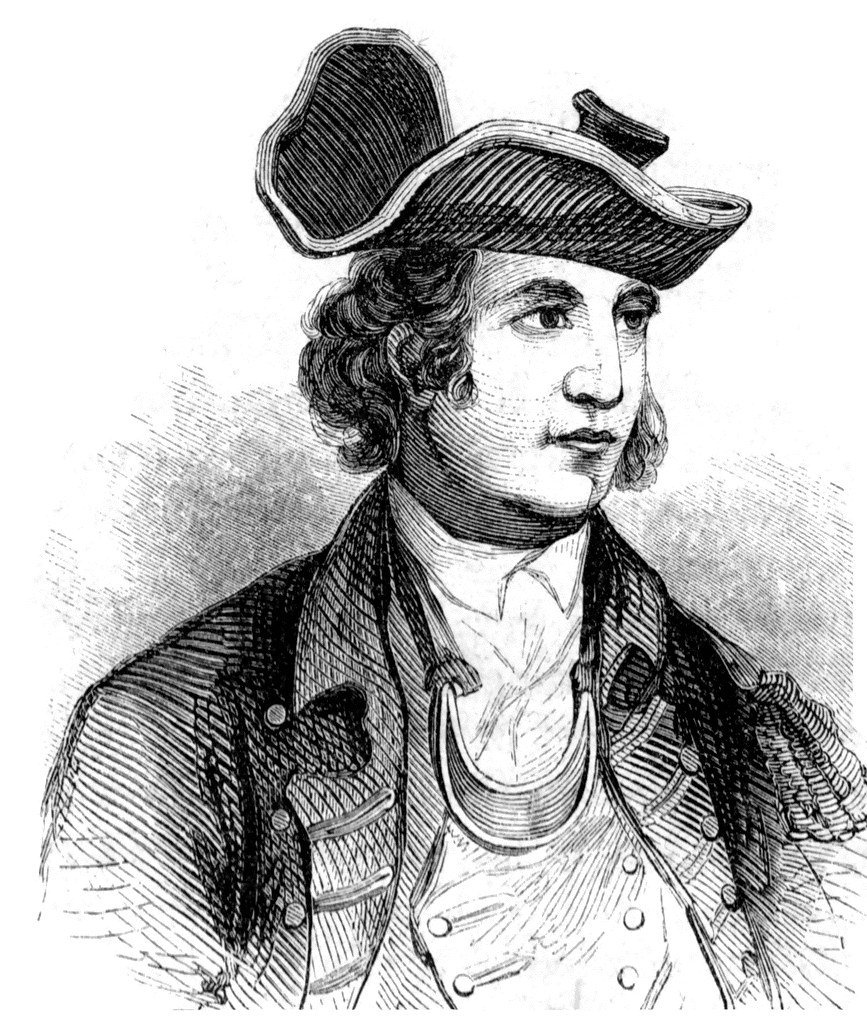
Джон Салливан, художник, 1852 г.

10 июня 1778 года Военный совет Континентального конгресса пришёл к выводу, что война с конфедерацией ирокезов неизбежна. Поскольку оборонительная война оказалась бы недостаточной, совет призвал к крупной экспедиции в 3000 человек, направленной к форту Детройт и аналогичному вторжению в страну ирокезов, чтобы покарать индейцев. Конгресс назначил генерал-майора Горацио Гейтса руководителем и выделил значительные средства на кампанию. Несмотря на эти планы, экспедиция состоялась только в следующем году.
Многочисленные рейды индейцев и лоялистов мотивировали Джорджа Вашингтона и Континентальный конгресс нанести удар в центр земель конфедерации ирокезов. Первоначально Вашингтон не хотел организовывать крупномасштабную кампанию против индейцев, поскольку считал, что главной задачей для Континентальной армии будет борьба с британскими силами в Нью-Йорке и захват форта Ниагара. Но резня в Черри-Валли способствовала призывам к ответным репрессиям и изменила его мнение. Теперь он был готов нанести удар в центр ирокезских земель. Командовать предполагаемой кампанией должен был Горацио Гейтс, но он отказался. Тогда Вашингтон предложил встать во главе экспедиции генералу Джону Салливану и тот согласился, несмотря на финансовые трудности своей семьи и проблемы со здоровьем.
Совместно с Филипом Скайлером Вашингтон разработал план кампании, который включал в себя три удара. Основные силы под командованием Джона Салливана должны были продвигаться вверх по реке Саскуэханне из Пенсильвании. Вторая армия численностью около 1000 солдат во главе с Джеймсом Клинтоном должна была выступить из долины Мохок, а третья — которую возглавил бы полковник Дэниел Бродхед — выдвинуться из Питтсбурга на север. Все три войска должны были соединиться на землях сенека, самого западного племени конфедерации ирокезов.
Скайлер также уговорил Вашингтона нанести удар по главному селению онондага. Он считал, что, деморализовав и подчинив Хранителей огня конфедерации ирокезов, подтолкнёт остальные пробританские племена к переговорам с американцами. Вашингтон согласился с его доводами и 19 апреля 1779 года более 500 солдат, набранных в основном из поселений долин Мохок и Скохари, покинули форт Стэнвикс и направились к землям онондага. Американскую армию вёл полковник Гус Ван Шайк. Онондага оказались застигнуты врасплох, поскольку в отличие от мохоков, кайюга и сенека, не воевали с американцами и по-прежнему придерживались нейтралитета. Ван Шайк приказал сжечь все постройки и полностью уничтожить селение. Погибло 12 онондага, ещё 34 человека попало в плен, но большинству удалось скрыться и добраться до форта Ниагара. Войско Ван Шайка не понесло потерь. Спасшиеся онондага присоединились к антиамериканской коалиции.
Несмотря на то, что Салливан был пленён англичанами в начале войны и его многие критиковали за действия во время Лонг-Айлендского сражения, Вашингтон остался доволен своим выбором, поскольку высоко ценил генерала. Но не все лидеры патриотов разделяли его мнение. Президент Высшего исполнительного совета Пенсильвании Джозеф Рид, узнав, что кампанию против ирокезов возглавит Салливан, выразил сомнения в её успехе. Адъютант Гейтса Джон Армстронг отправил сообщение Вашингтону, в котором написал, что он предпочитает во главе экспедиции Дэниела Бродхеда, а не Салливана. Делегат от Пенсильвании на Втором Континентальном конгрессе и главный врач Континентальной армии Бенджамин Раш считал Салливана «слабым, тщеславным и лишённым достоинства» человеком.
В письме Салливану от 31 мая 1779 года Вашингтон изложил свои требования:

«Экспедиция, которой вы назначены командовать, направлена против враждебных племён шести индейских народов, а также их союзников и приверженцев. Непосредственными целями являются полное уничтожение и разорение их поселений, а также захват как можно большего числа пленных всех возрастов и полов. Необходимо уничтожить их посевы, которые уже взошли, и помешать им засеять поля заново…
Я бы рекомендовал занять какой-нибудь пост в центре индейской территории со всем снаряжением и достаточным количеством провизии, откуда можно было бы отправлять отряды, чтобы опустошать все поселения вокруг, с указанием делать это самым эффективным образом, чтобы не просто захватить, но и разорить их страну».
Оригинальный текст (англ.)– The expedition you are appointed to command is to be directed against the hostile tribes of the six nations of Indians, with their associates and adherents. The immediate objects are the total destruction and devastation of their settlements and the capture of as many prisoners of every age and sex as possible. It will be essential to ruin their crops now in the ground and prevent their planting more… I would recommend that some post in the center of the Indian Country should be occupied with all expedition, with a sufficient quantity of provision, whence parties should be detached to lay waste all the settlements around with instructions to do it in the most effectual manner, that the country may not be merely overrun but destroyed.
— From George Washington to Major General John Sullivan, 31 May 1779

## Ход экспедиции

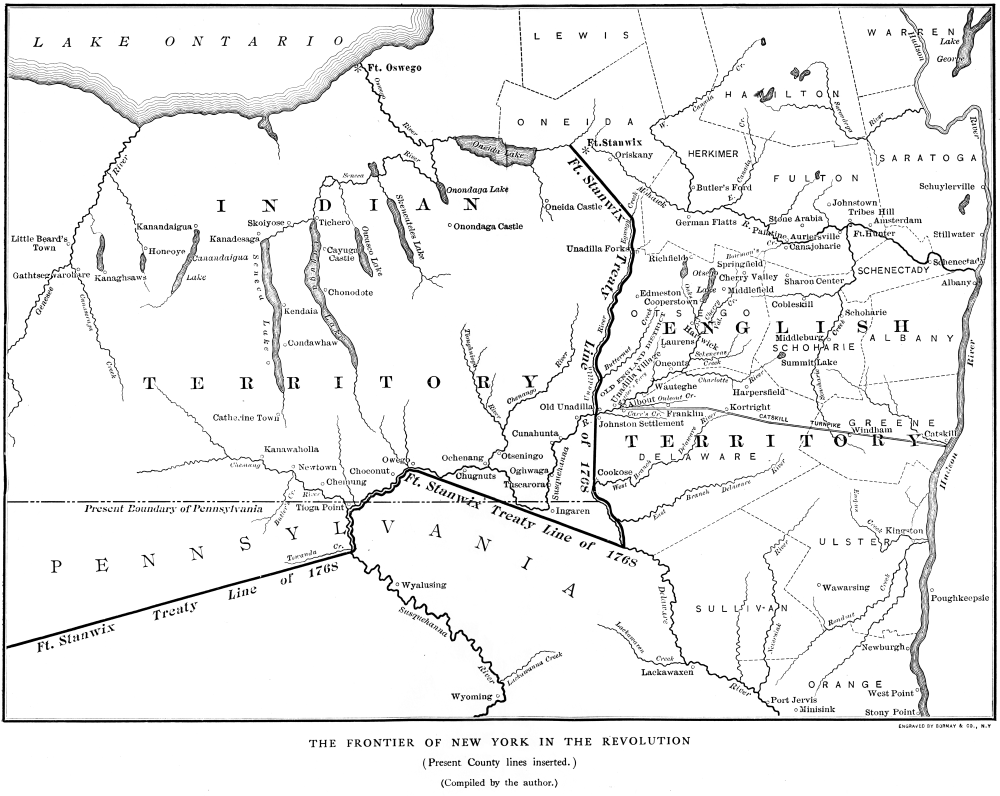
Земли ирокезов и северный фронтир во время войны. Карта составлена в 1901 г.

Экспедиция Салливана стала одной из самых тщательно спланированных и крупномасштабных кампаний за всю войну. Вашингтон хотел навсегда устранить угрозу нападений ирокезов. Джон Салливан и его три бригады должны были выступить из Истона к Саскуэханне в центральной Пенсильвании и следовать вверх по течению реки к Тайоге. Бригадный генерал Эдвард Хэнд получил приказ отправиться из Минисинка на восток Пенсильвании, чтобы разбить базовый лагерь и подготовить путь для остальных войск. В мае 1779 года бригады Инока Пура и Уильяма Максвелла собрались в Истоне, куда позднее прибыли Салливан и 4-й артиллерийский полк Томаса Проктора. Прежде чем они смогли отправиться в путь, им пришлось прокладывать дорогу через дикую местность между реками Делавэр и Саскуэханна. Дорога была завершена в середине июня и 23 числа войска Салливана прибыли в долину Вайоминг после пятидневного марша. Там он оставался до конца июля, ожидая прибытия провизии и остальных небольших подразделений.

### Стычка у Шеманга
Постоянные задержки и невыполненные обещания командования приводили Салливана в ярость и он был вынужден посылать жалобы Вашингтону и в Военную палату о нехватке провизии. 31 июля Салливан наконец-то покинул долину Вайоминг и направился в Тайогу, куда прибыл 11 августа. Он распорядился основать укрепление, которое было названо в честь него — форт Салливан. На следующий день генерал послал группу своих проводников, чтобы они осмотрели окрестности и выяснили, нет ли поблизости индейцев. Разведчики сообщили ему, что примерно в 22 км от солдатского лагеря находится деревня сенека Шеманг, в которой есть как индейцы, так и белые. Чтобы захватить ирокезов и лоялистов врасплох, Салливан ночью провёл большую часть армии через два глубоких ущелья, оставив в лагере небольшое количество солдат и офицеров.
На рассвете следующего дня Салливан прибыл к Шемангу и обнаружил, что деревня была поспешно покинута. Пока солдаты бригады Пура сжигали деревню и уничтожали урожай на окрестных полях, Салливан приказал Хэнду отправиться на поиски сбежавших жителей Шеманга. Примерно в полутора километрах к западу от деревни отряд 11-го Пенсильванского полка под командованием капитана Эндрю Уокера попал в засаду, устроенную 30 манси-делаварами. Американцы смогли выбить делаваров из укрытия и вынудить их отступить. Потери пенсильванцев составили шесть человек убитыми и двенадцать ранеными, включая Уокера. Позже 1-й Нью-Гэмпширский полк полковника Джозефа Силли подвергся обстрелу во время уничтожения посевов на противоположном берегу реки Шеманг, в результате чего один человек был убит и четверо ранены. В тот же день войска Салливана покинули Шеманг и вернулись в свой лагерь после наступления темноты.

### Продвижение бригады Клинтона

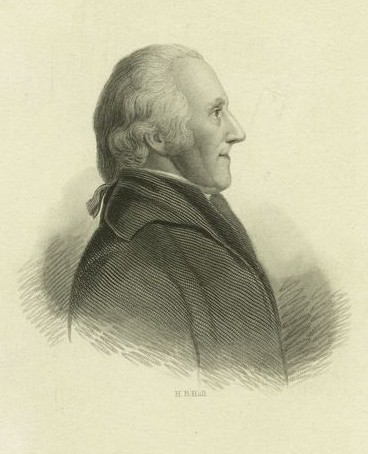
Джеймс Клинтон, иллюстрация из книги Мэри Бут «History of New York»

Четвёртая бригада под командованием Джеймса Клинтона собралась в Канаджохари на реке Мохок. 200 лодок, приготовленных для его армии, были переправлены по суше из Олбани в Скенектади. Там они были загружены трёхмесячным запасом продовольствия и отправлены вверх по реке под конвоем 3-го Нью-Йоркского полка полковника Питера Гансеворта и 4-го Пенсильванского полка полковника Уильяма Батлера. 17 июня в Канаджохари прибыл генерал Клинтон и возглавил войско, общая численность которого составила 2107 человек.
Из Канаджохари Клинтон отправился к озеру Отсиго. В течение шести дней его войско преодолело тяжёлую дорогу протяжённостью 39 км. Около 500 гружёных фургонов преодолели путь через лес от реки Мохок до озера Отсиго, перевозя лодки, провизию и солдат. Далее припасы и люди были погружены на лодки, которые сплавлялись по озеру к южному берегу и пришвартовывались. Поскольку уровень воды в озере был низкий, Клинтон приказал своим людям перекрыть Саскуэханну, вытекающую из Отсиго, одновременно отправив сотню солдат расчистить и расширить устье притока. 2 июля генерал разместил свой штаб на южном берегу Отсиго и стал ждать приказа Салливана о выдвижении.
9 августа от Салливана поступил приказ отправляться в Тайогу. Клинтон отдал распоряжение выстроить все лодки в линию близ истока Саскуэханны и подготовиться к отплытию следующим утром. В 6 часов утра запруда была сломана и лодки, в одной из которых находился Клинтон, отправились в путь. Солдаты двигались вдоль обоих берегов реки со стрелковым корпусом Батлера в авангарде.
12 августа бригада Клинтона достигла Юнадиллы, а двумя днями позже — Онакуаги. Оба поселения были сожжены и разрушены экспедицией Уильяма Батлера в прошлом году. Люди Клинтона отдыхали два дня в ожидании прибытия нью-йоркских ополченцев подполковника Альберта Полинга, но те так и не появились. Не обнаружив никаких следов их присутствия поблизости, генерал продолжил путь вниз по реке, сжигая заброшенные индейские поселения. Полинг прибыл в Онакуагу два дня спустя после ухода Клинтона и решил вернуться — его ополченцы так и не присоединились к кампании против ирокезов.
Действия при Шеманге заставили Салливана заподозрить, что ирокезы попытаются атаковать его расколотые силы, и на следующий день он отправил на соединение с Клинтоном войско под командованием бригадного генерала Инока Пура, чтобы найти Клинтона и сопроводить его в форт Салливан. Вечером 18 августа к Клинтону прибыли двое людей Пура с известием, что их лагерь находится в 13 км отсюда в устье ручья Чоконат-Крик. На следующий день бригада Клинтона соединилась с людьми Пура и Хэнда, которые занимались сожжением очередной индейской деревни. С солдатами Клинтона в авангарде и Пура в арьергарде, объединённые силы прошли более 25 км и на закате достигли устья Овиго-Крика, где сильный дождь задержал их до 20 августа. Пока они ждали окончания ливня, отряд солдат в двух километрах от их стоянки разрушил Овиго, индейскую деревню из 20 домов. 22 августа войско Клинтона и Пура присоединилось к Салливану в его лагере на западном берегу Саскуэханны.

### Экспедиция Бродхеда

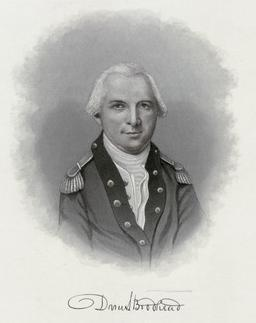
Портрет Дэниела Бродхеда, коллекция иллюстраций Томаса Эддиса Эммета, художник неизвестен, 1886 г.

В Западной Пенсильвании была организована параллельная экспедиция под командованием полковника Дэниела Бродхеда. Бродхед, которому в марте 1779 года было поручено командование Западным подразделением Континентальной армии, должен был выдвинуться из Питтсбурга и следовать вверх по реке Аллегейни к западным землям сенека, а затем присоединиться к армии Салливана. Однако позднее Вашингтон внёс коррективы в свой план, решив, что оставлять Огайскую землю на продолжительное время без армии слишком опасно, и приказал Бродхеду не идти на соединение с основными силами, а вернуться и подготовиться к маршу на форт Детройт.
В отличие от назначения Салливана, Вашингтон имел сомнения относительно Бродхеда, который не пользовался популярностью среди солдат и офицеров и имел репутацию интригана. 11 августа Бродхед покинул Питтсбург с войском в 605 человек, ядром которого был его собственный 8-й Пенсильванский полк. Экспедиция двинулась на север по долине реки Аллегейни к землям сенека на северо-западе Пенсильвании. Месячный запас провизии был отправлен вверх по реке до Махонинга, где его перегрузили на вьючных лошадей. Через несколько дней после начала экспедиции авангард войска, состоявший из 15 солдат Континентальной армии под командованием лейтенанта Джона Хардина и восьми воинов унами-делаваров, столкнулся с отрядом из примерно 35 сенека, плывущих по реке на семи каноэ. Заметив солдат, сенека причалили к берегу и приготовились к бою. В последовавшей стычке пятеро воинов сенека были убиты, а остальные отступили. Трое людей Бродхеда были легко ранены: разведчик Джонатан Зейн, переводчик Джозеф Николсон и делавар Наноленд.
В дальнейшем армия Бродхеда не встречала сопротивления. Перейдя на западный берег Аллегейни, где на протяжении почти 10 км солдатам пришлось идти вброд по реке, полковник далее проследовал по старой индейской дороге ещё 32 км и прибыл на территорию западных сенека, на которой находилось восемь поселений. Узнав о приближении Континентальной армии, индейцы бежали, побросав своё имущество. В течение трёх дней солдаты сожгли 130 домов, построенных из брёвен, и уничтожили 500 акров полей с кукурузой и овощами.
Возвращаясь вниз по Саскуэханне, солдаты Бродхеда обнаружили ещё три индейских селения в 32 км выше Френч-Крика: Коневанго, Бакалунс и Магинкечахокинг. Предав огню все строения в деревнях, экспедиция Бродхеда вернулась в Питтсбург 14 сентября. Ни один человек среди людей полковника не был убит или взят в плен. Забранное из индейских селений имущество было продано на сумму в 3000 долларов, а деньги были распределены среди солдат и офицеров.

### Сражение при Ньютауне
Армия Салливана:

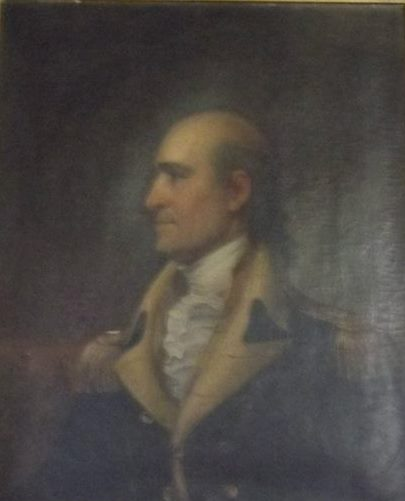
Портрет Эварда Хэнда, командира 3-й бригады

Главнокомандующий генерал-майор Джон Салливан
- 1-я бригада, командир бригадный генерал Уильям Максвелл
  - 1-й Нью-Джерсийский полк[англ.], полковник Маттиас Огден[англ.]
  - 2-й Нью-Джерсийский полк[англ.], полковник Исраэл Шрив[англ.]
  - 3-й Нью-Джерсийский полк[англ.], полковник Элиас Дейтон[англ.]
  - Нью-Джерсийский полк Спенсера[англ.], полковник Оливер Спенсер[англ.]
- 2-я бригада, командир бригадный генерал Инок Пур
  - 1-й Нью-Гэмпширский полк[англ.], полковник Джозеф Силли[англ.]
  - 2-й Нью-Гэмпширский полк[англ.], полковник Джордж Рид[англ.]
  - 3-й Нью-Гэмпширский полк[англ.], полковник Генри Дирборн
  - 6-й Массачусетский полк[англ.], майор Дэниел Уайтинг
- 3-я бригада, командир бригадный генерал Эдвард Хэнд
  - 4-й Пенсильванский полк[англ.], подполковник[К 3] Уильям Батлер[англ.]
  - 11-й Пенсильванский полк[англ.], подполковник Адам Хабли
  - Немецкий батальон[англ.], майор Дэниел Буркхардт
  - Артиллерийский полк[англ.], полковник Томас Проктор[англ.]
  - Стрелки Моргана[англ.], майор Джеймс Парр
  - Отдельная стрелковая рота, капитан Энтони Селин
  - Вайомингское ополчение, капитан Джон Франклин
  - Независимая Вайомингская рота, капитан Саймон Сполдинг
- 4-я бригада, командир бригадный генерал Джеймс Клинтон
  - 2-й Нью-Йоркский полк[англ.], полковник Филип Ван Кортландт[англ.]
  - 3-й Нью-Йоркский полк[англ.], полковник Питер Гансеворт[англ.]
  - 4-й Нью-Йоркский полк[англ.], подполковник Фредерик Вайсенфельс
  - 5-й Нью-Йоркский полк[англ.], полковник Льюис Дюбуа[англ.]
  - Нью-Йоркское артиллерийское подразделение, капитан Айзей Вул
  - Добровольческий корпус, полковник Джон Харпер

25 августа объединённая армия общей численностью 4469 человек была готова начать вторжение в страну ирокезов, но сильный дождь стал причиной переноса марша на следующий день. В форте был оставлен гарнизон из 250 человек под командованием полковника Исраэла Шрива. Также в укреплении остались семьи солдат, которые до сих пор сопровождали их. Войско Салливана двинулось на северо-запад по ровной местности, но движение было медленным, и примерно через 6 км оно достигло места брода через реку Шеманг рядом с травянистой равниной. Впереди шёл рассредоточенный стрелковый корпус Парра, а в полутора километрах позади следовала бригада Хэнда. Бригада Максвелла шла колонной слева, а бригада Пура — справа. Замыкали шествие солдаты Клинтона. Обнаружив, что из-за сильных дождей уровень воды в Шеманге значительно поднялся, Салливан отдал распоряжение разбить лагерь на ночь. На следующее утро американцы продолжили движение вдоль восточного берега реки через лесистую местность.
Армия продолжала неспешно двигаться вперёд, поскольку многочисленные ручьи, ущелья и холмы сильно затрудняли путь. 28 августа солдаты обнаружили большое поле кукурузы и пополнили свои запасы продовольствия, а оставшийся урожай был сожжён. В тот же день разведчики, отправленные накануне вечером, вернулись с докладом о том, что в нескольких километрах впереди они увидели вражеский лагерь. Салливан приказал капитану Джейсону Уэйту подняться на вершину холма и ночью посчитать количество лагерных костров, чтобы определить примерную численность неприятеля. Уэйт сумел разглядеть лишь дым и генерал так и не получил каких-либо сведений о размере вражеского войска.
Ирокезы и рейнджеры Батлера знали о продвижении колонны Салливана и решили устроить засаду в полутора километрах от делаварского селения Ньютаун. На возвышенности, недалеко от берега реки, они возвели бруствер из брёвен, замаскировав его ветками и листьями. Тропа, по которой должны были следовать американцы, проходила вдоль холма с одной стороны и небольшой равниной с другой, близ излучины реки Шеманг. Объединённые силы ирокезов, делаваров и британцев насчитывали около 600 человек. Джон Батлер и Джозеф Брант выступали против открытого столкновения со значительно превосходящими силами Салливана, но большинство индейских воинов были полны решимости вступить с американцами в бой.
В девять часов утра 29 августа армия Салливана осторожно двинулась вперёд, поскольку было известно, что поблизости находятся силы противника. Шедшие впереди Стрелки Моргана вступили в непродолжительную перестрелку с индейцами, после которой те сбежали. Вскоре солдаты из передового отряда обнаружили замаскированный бруствер и сообщили об этом генералу. Салливан срочно созвал военный совет, на котором был разработан план окружения противника, чтобы не позволить ему скрыться. Бригадам Пура и Клинтона было приказано подняться на холм слева от противника, в то время как 250 солдат 1-го Нью-Джерсийского полка должны были обойти его справа. Бригада Хэнда должна была выстроиться в боевую линию напротив бруствера, поддерживаемая артиллерией Проктора и находящейся в резерве бригадой Максвелла.
Бригады Пура и Клинтона вынуждены были пробираться через болотистую местность, из-за чего атака американцев задержалась и, прежде чем они вышли на исходную позицию, Артиллерийский полк открыл огонь. Разрывающиеся позади бруствера снаряды напугали индейцев, заставив их подумать, что они окружены. Через полчаса большая часть индейских воинов бежала. Рейнджеры Батлера с оставшимися индейцами начали отступать к холму, куда направлялись солдаты Пура и Клинтона. Основной удар отступающих рейнджеров и индейцев принял на себя 2-й Нью-Гэмпширский полк. Капрал Хантер и двое рядовых были мгновенно убиты. Майор Бенджамин Титком, капитан Элайджа Клейс, лейтенант Натаниэл Макколи, два сержанта и 31 рядовой получили ранения разной степени тяжести.
Увидев, что 2-й Нью-Гэмпширский полк Джорджа Рида попал в тяжёлое положение, полковник Дирборн по собственной инициативе поспешил ему на выручку. Солдаты 3-го Нью-Гэмпширского полка смогли отбросить противника назад, и рейнджеры и индейцы стали отступать. Американцы не смогли завершить окружение, поскольку основные силы 2-й и 4-й бригад всё ещё добирались к полю боя. Солдаты Салливана преследовали рейнджеров и индейцев на протяжении 3 км, убив 8 индейцев и взяв в плен чернокожего лоялиста Колли Морса. Ни один индеец не был взят в плен. Американцы потеряли 8 человек убитыми и 33 ранеными. Джон Батлер сообщал о 10 убитых и 9 раненых, но после боя американцы нашли около 20 мёртвых врагов.
Бежавшие после сражения индейцы и британцы остановились в небольшом селении из восьми домов на восточном берегу Шеманга. На следующий день они направились в деревню Катринс-Таун, расположенную недалеко от южного берега озера Сенека. Некоторые индейцы, столкнувшиеся с потерей своих домов и урожая, хотели сдаться и заключить мир с американцами, но Джон Батлер предупредил, что их будут использовать в качестве заложников и рекомендовал им отправиться к форту Ниагара, где они получат от британцев провизию. Несмотря на то, что часть рейнджеров и ирокезов хотели вернуться и продолжить воевать с Салливаном, Батлер решил держаться на расстоянии от американской армии и основательно подготовиться для более позднего сражения.

### Сожжение Катринс-Тауна, Кендайи и Канадасеаги

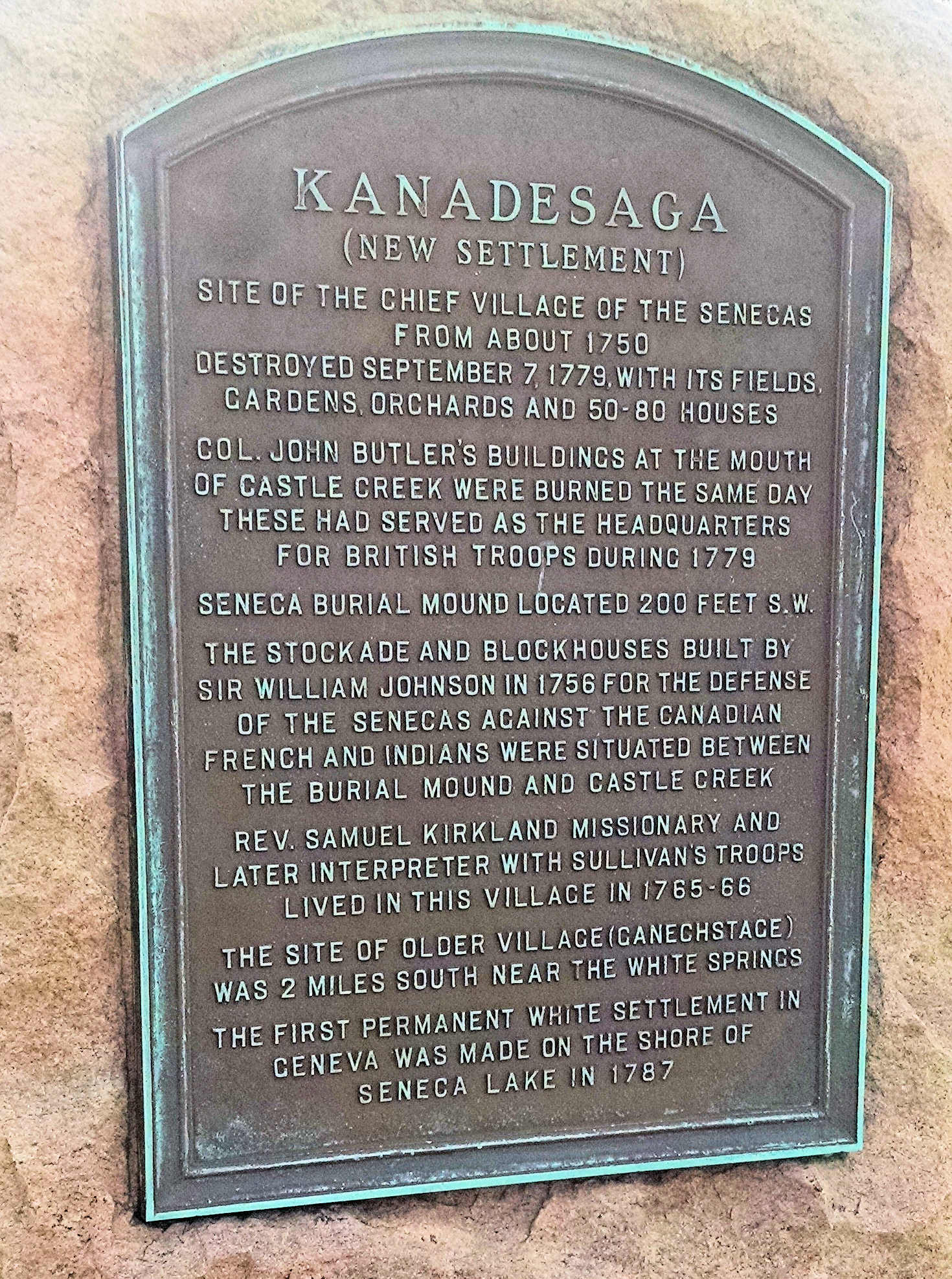
Исторический маркер на месте бывшего селения сенека Канадасеага. Расположен в округе Онтарио, к северу от города

После сражения при Ньютауне американцы направились к озеру Сенека. Некоторые офицеры Салливана предложили ему немедленно выступить к форту Ниагара и захватить его, но генерал отказался от этой идеи, заявив, что у него нет средств на дополнительные 15 дней, которые потребуются для захвата форта. Он также сослался на нехватку вьючных лошадей и добавил, что если армия двинется на форт Ниагара, то приказ Вашингтона по полному разрушению поселений мохоков, кайюга и сенека может быть не выполнен.
Генерал отправил тяжёлую артиллерию вместе с ранеными и повозками обратно в Тайогу, оставив только четыре трёхфунтовые пушки и небольшую гаубицу. Вечером 1 сентября американцы прибыли в Катринс-Таун, наспех покинутое поселение восточных сенека. На следующее утро солдаты принялись уничтожать кукурузные поля и фруктовые сады и сжигать дома индейцев. После полного уничтожения деревни американцы двинулись маршем вдоль восточного берега озера и к 5 сентября достигли Кендайи, совместной деревни кайюга и сенека. В селении находились 20 просторных домов, построенных из брёвен, и большой плодовый сад. Предав огню все постройки и уничтожив сад, войско Салливана продолжило путь на север.
На северной оконечности озера Сенека находилась Канадасеага, одно из наиболее больших и важных селений племени сенека. После разрушения главной деревни онондага Канадасеага стала центром конфедерации ирокезов. Джон Батлер пытался организовать оборону деревни, но около сотни рейнджеров заболели лихорадкой и оказались непригодны для службы, к тому же многие воины ирокезов после неудачи при Ньютауне не желали сражаться с намного превосходящими силами противника. Поскольку помощь из Канады так и не прибыла, большинство вождей думало только о том, как уберечь женщин, стариков и детей.
Предполагая, что ирокезы и лоялисты могут устроить ему засаду у Канадасеаги, Салливан с большой осторожностью продвигался вперёд. 7 сентября его войско форсировало реку Сенека и продолжило путь по большой тропе из Олбани в форт Ниагара. Примерно в 5 км от селения Салливан сделал остановку и разработал план атаки. Бригада Максвелла должна была обойти деревню справа, Хэнда — слева, а Салливан с Клинтоном и Пуром напасть по центру. Приблизившись к Канадасеаге, солдаты обнаружили, что она покинута. Через селение протекал ручей, рядом с которым находилось около 60 домов. В центре были руины блокгауза, построенного Уильямом Джонсоном в 1756 году. Канадасеагу окружали обширные плодовые сады, кукурузные и овощные поля. Как и в предыдущих селениях, дома были сожжены, а сады с полями уничтожены. Чтобы быстрее завершить экспедицию, больных солдат и покалеченных лошадей Салливан приказал отправить в Тайогу под конвоем отряда из 50 солдат.

### Уничтожение Канандейгуа
После уничтожения Канадасеаги армия Салливана продолжила движение на запад. Деревню Скавайас, расположенную на тропе между северными берегами озёр Сенека и Кайюга, генерал поручил разрушить ополченцам Джона Харпера из Добровольческого корпуса. Стрелки Моргана были отправлены на уничтожение Готсеункуина на западной стороне озера Сенека. Находившийся среди солдат преподобный Уильям Гордон писал позднее: «Несколько офицеров посчитали унижением армии заниматься уничтожением яблоневых и персиковых деревьев, поскольку сами индейцы во время своих рейдов щадили их, и хотели, чтобы генерал отозвал свой приказ об этом». 10 сентября американцы приблизились к озеру Канандейгуа, вблизи которого было расположено одноимённое поселение сенека.
Джозеф Силли со своим полком вызвался атаковать и захватить селение. Получив разрешение от Салливана, он повёл своих людей вперёд. При приближении американцев сенека бежали. Трое мужчин остались в деревне и были взяты в плен. В Канандейгуа было 23 дома, находившихся на возвышенности. Некоторые из них были более 12 м в длину, с каменными дымоходами вместо обычного отверстия в крыше, как ранее делали ирокезы. В одном из домов солдаты нашли 14 серебряных долларов. Селение и все посевы вновь были уничтожены американцами. Узнав от пленных, что примерно в 66 км к западу от Канандейгуа находится Ченуссио, одно из главных поселений западных сенека, Салливан приказал своей армии идти к нему.

### Засада на отряд Бойда
Пройдя через большое болото, солдаты поднялись на несколько холмов, с вершин которых на западе открывалась широкая равнина. Преодолев 20 км, они подошли к озеру Ханиой. До Ченуссио оставалось ещё более 40 км, и Салливан решил оставить часть армии в ближайшей индейской деревне, чтобы совершить быстрый марш. К ночи, пройдя более 17 км, американцы разбили лагерь между озёрами Хемлок и Конесус, недалеко от Канагсоуса, поспешно покинутого индейского селения из 18 домов. Не имея хорошего проводника, Салливан приказал лейтенанту Томасу Бойду из Стрелков Моргана произвести разведку местности. Бойд взял с собой 26 добровольцев, включая сержанта Майкла Паркера и двух индейцев — вождя онайда Таосагвата и Йоакима Мтоксина из Стокбриджского ополчения. Поздним вечером 12 сентября отряд Бойда выступил в сторону Ченуссио.
Находясь в Канавогасе, в 16 км к северу от Ченуссио, ирокезы и рейнджеры решили вступить в бой с американцами. Их сподвигла к этому отправка из форта Ниагара роты 34-го пехотного полка с боеприпасами и провизией. Несмотря на то, что подкрепление ещё не прибыло, Батлер и Брант собрались устроить засаду на солдат Салливана. Около 400 ирокезов и рейнджеров покинули Канавогас днём 12 сентября и ранним утром следующего дня занялись устройством засады. Тропа, по которой должны были пройти солдаты Салливана, вела на запад и представляла собой узкий проход близ залива озера Конесус, между болотом на севере и непроходимым лесом на юге. Батлер разрушил мост через протоку, и американцам пришлось остановиться, чтобы восстановить его. За мостом тропа шла вдоль небольшой равнины, по краям которой располагались овраги, а затем поднималась на крутой холм. Укрывшись в оврагах и на гребне холма, ирокезы и британцы стали ждать американцев.
Бойд со своим отрядом прошёл через Канагсоус и направился на запад к Ченуссио. Не будучи обнаруженным, рано утром он прибыл в Гатсегварохаре (англ. Gathtsegwarohare), ошибочно приняв это селение за Ченуссио. Тем же утром в деревню въехали четверо сенека верхом на лошадях. Бойд со своими людьми открыл по ним огонь. Один сенека был убит, но остальные смогли скрыться. Опасаясь, что выстрелы привлекут в селение ещё больше врагов, лейтенант приказал возвращаться назад к армейскому лагерю. По пути он столкнулся с пятью индейцами, которые сбежали. Вопреки советам Таосагвата, Бойд стал преследовать убегающих воинов, в результате чего, его отряд попал в засаду и был окружён. Семерым удалось прорваться во время стрельбы и ускользнуть от преследования, остальные отступили в небольшую рощу и стали вести огонь оттуда. Большинство оборонявшихся было убито, а Бойд, Таосагват и сержант Паркер попали в плен.
Американцев забрал Брант, а Таосагвата узнал его старший брат Гахнегиесонг, сражающийся на стороне британцев. Он напомнил ему, как уговаривал не присоединяться к американцам и не воевать против ирокезов. Гахнегиесонг не стал убивать своего младшего брата, но при этом признал в присутствии других воинов, что он заслуживает смерти. Вождь сенека Маленькая Борода казнил Таосагвата. Бойда и Паркера также предали смерти и позже их изуродованные тела обнаружили солдаты Салливана.

### Разрушение Гатсегварохаре и Ченуссио
Уцелевшие люди Бойда смогли добраться до армейского лагеря и рассказать о случившемся. Салливан немедленно послал бригаду Хэнда на помощь, но передовые отряды американцев смогли найти лишь павших товарищей. Когда войска приближались к Гатсегварохаре, разведчики доложили, что в деревне скрываются рейнджеры и индейцы. Салливан приготовился к атаке, приказав Максвеллу занять левый фланг, а Пуру — правый, бригада Хэнда шла по центру, а Клинтон со своими людьми остался в резерве. Американцы вошли в селение поздним вечером, не обнаружив неприятеля — к тому времени рейнджеры и ирокезы покинули Гатсегварохаре. В деревне насчитывалось 25 недавно построенных домов с прилегающими кукурузными и овощными полями. На следующее утро солдаты разрушили Гатсегварохаре и армия двинулась дальше на север. Преодолев вброд реку Дженеси, армия Салливана вечером 14 сентября вошла в Ченуссио.
Ченуссио был крупнейшим из селений сенека, расположенным на возвышенной равнине в излучине реки Дженеси. В нём находилось 128 домов, разбросанных на большой площади. Большинство из них были большими, с двухъярусными кроватями. Главным строением Ченуссио был двухэтажный дом совета племени, покрашенный в ярко-красный цвет. Жители селения бежали, оставив большое количество продовольствия. В Ченуссио солдаты нашли тела Бойда и Паркера и похоронили их с воинскими почестями. На следующее утро Салливан объявил войскам, что цель экспедиции достигнута. Чтобы разорить Ченуссио дотла, потребовалось целых два дня. Продовольствие, которое солдаты не могли унести с собой, сжигали или топили в реке, уничтожив таким образом около 15 000 бушелей кукурузы.

### Возвращение в Тайогу
Завершив уничтожение Ченуссио, армия Салливана начала своё возвращение в Тайогу, при этом несколько поселений сенека на северо-западе Нью-Йорка остались целы, включая Канавогас. На обратном пути в Канадасеагу американцы встретили группу воинов онайда, прибывших с посланием для генерала. В послании вожди онайда просили Салливана пощадить деревни кайюга. Генерал решил выполнить задание Вашингтона до конца и отказал посланникам, приказав двум подразделениям своей армии опустошить земли кайюга. С ликвидацией основной угрозы он разделил свою армию: Уильям Батлер с 500 солдатами своего полка и со Стрелками Моргана должны были уничтожить поселения на восточной стороне озера Кайюга, а Генри Дирборн и его 3-й Нью-Гэмпширский полк сделать тоже самое вдоль западного берега.
21 сентября полковник Дирборн начал свой марш и прошёл более 25 км. На своём пути он встретил четыре индейских поселения. Везде, где солдаты находили кукурузные и овощные поля, они собирали урожай, складывали его в дома и сжигали. Люди Дирборна медленно продвигались через труднопроходимую лесистую местность. Они не встретили сопротивления, и единственными кайюга на их пути оказались три женщины и юный калека. Дирборн взял в плен двух женщин сорокалетнего возраста, а старуху и калеку оставил в доме, поскольку они были не способны к длительному походу. Когда войска покинули деревню, двое солдат вернулись обратно, заперли дверь и сожгли двух несчастных кайюга. 24 сентября Дирборн подошёл к южному концу озера и разрушил главное поселение тутело Кореоргонел.

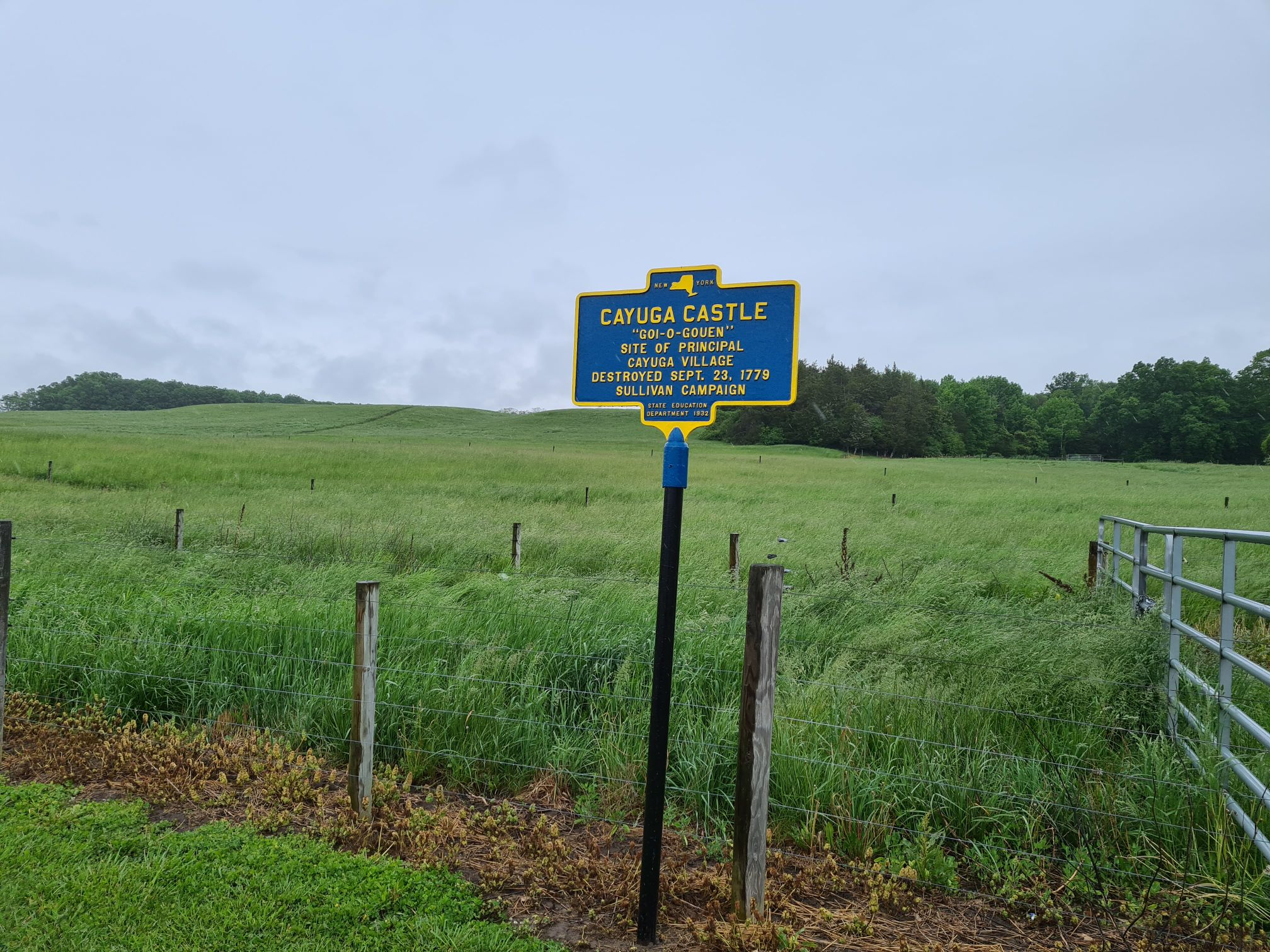
Исторический маркер на месте бывшего главного поселения кайюга Гойогуэна

Выполнив задание, Дирборн стал ждать прибытия Батлера. На следующий день Батлер так и не появился и Дирборн отправился на запад, чтобы воссоединиться с основными силами Салливана. Пройдя 29 км и не встретив солдат Континентальной армии у разрушенного Катринс-Тауна, он продолжил путь. 26 сентября полковник присоединился к Салливану в форте Рид, основанном американцами двумя неделями ранее на слиянии рек Шеманг и Ньютаун-Крик. В форте находился гарнизон из двухсот человек, вооружённый трёхфунтовой пушкой и имевший сто голов скота и запасы муки и спиртного. Узнав, что Испания объявила войну Британии, Салливан приказал раздать каждой бригаде по жирному быку и пять галлонов спирта.
Батлер выступил в поход 20 сентября и через 13 км прибыл в Скавайас, расположенный на северном берегу реки Сенека. Двенадцатью днями ранее большинство домов в этом селении было сожжено ополченцами Харпера, но они оставили несколько строений нетронутыми, и в ближайших полях всё ещё была цела кукуруза. Кроме того, в Скавайасе находилось несколько прудов с рыбой, также не уничтоженных ополченцами. Батлер выделил 200 солдат из 1-го Нью-Гэмпширского полка под руководством майора Уильяма Скотта для завершения уничтожения Скавайаса. Основные силы Батлера продолжили движение вдоль берега озера, уничтожая по пути разбросанные дома и кукурузные поля,
и утром 22 сентября они достигли Гойогуэна, главного поселения кайюга.
Гойогуэн располагался на северном берегу ручья Грейт-Галли-Брук и в нём было 50 больших и хорошо построенных бревенчатых домов. В 3 км к востоку от поселения и на южном берегу ручья находились ещё две деревни племени. Вблизи поселений росла кукуруза, были персиковые сады и поля с картофелем, луком, репой и кабачками. Уничтожив урожай и предав огню дома, Батлер направился к селению Чонодоте, которое находилось в 8 км южнее Гойогуэна. Завершив разрушение и этой деревни кайюга, силы Батлера прибыли 26 сентября в Кореоргонел, а затем по следам Дирборна отправились на соединение с Салливаном и через двое суток достигли форта Рид.
После воссоединения своей армии Салливан отправил вверх по течению реки Шеманг флотилию из 30 лодок под командованием капитана Джона Ливермора. Отряд из 500 солдат должен был завершить уничтожение оставшихся индейских деревень. Обнаружив несколько домов и кукурузные поля, американцы разделили свой отряд на две группы: одна, под командованием полковника Ван Кортландта прочёсывала левый берег, а вторая, которую возглавил полковник Дейтон, — правый. Ливермор погрузил в лодки часть урожая и вернулся в форт Рид. Через двое суток прибыли группы Ван Кортландта и Дейтона, разрушив все селения вдоль берегов Шеманга. 29 сентября армия Салливана уничтожила форт Рид и направилась в Тайогу, куда прибыла на следующий день. Форт Салливан, так же как и форт Рид до этого, был разрушен солдатами 3 октября, а на следующий день армия Салливана начала путь в Вайоминг, где 7 октября полковник Зебулон Батлер приветствовал прибывшую экспедицию салютом из 13 орудий. Через два дня Салливан получил приказ перебросить свои войска к Уэст-Пойнту и подготовиться к прибытию Шарля Эктора де Эстена.

### Поход Гансеворта
В тот же день, когда Уильям Батлер был отправлен на восточный берег озера Кайюга, Салливан приказал полковнику Питеру Гансеворту отправиться с сотней отборных солдат на восток к форту Хантер, чтобы разрушить оставшуюся деревню мохоков. Отряд полковника проследовал через деревни тускарора и онайда и 29 сентября вошёл в поселение мохоков. Гансеворт захватил в плен всех его жителей и собирался сжечь дома, но делегация местных американцев попросила его не делать этого. Эти жители северного фронтира в результате рейдов лоялистов и ирокезов лишились своих домов и хотели занять жилища мохоков. Гансеворт писал позднее: «Следует отметить, что индейцы живут гораздо лучше, чем большинство белых фермеров на реке Мохок. Их дома очень хорошо обставлены всей необходимой домашней утварью, у них есть много зерна, несколько лошадей, коров и повозок».
Гансеворт описал всё имущество индейцев и позволил белым фермерам занять их дома, а затем отправил письмо Салливану, в котором объяснил свои действия. После этого он отвёз пленников в Олбани и поместил их в местную тюрьму. Филип Скайлер, занимавший к тому времени пост главы комиссии по делам индейцев Северного департамента, раскритиковал распоряжение Салливана и ходатайствовал об освобождении мохоков, поскольку они не принимали участия в боевых действиях и находились в мире с американцами. Вашингтон согласился с доводами Скайлера и приказал освободить индейцев.

## Действия британцев

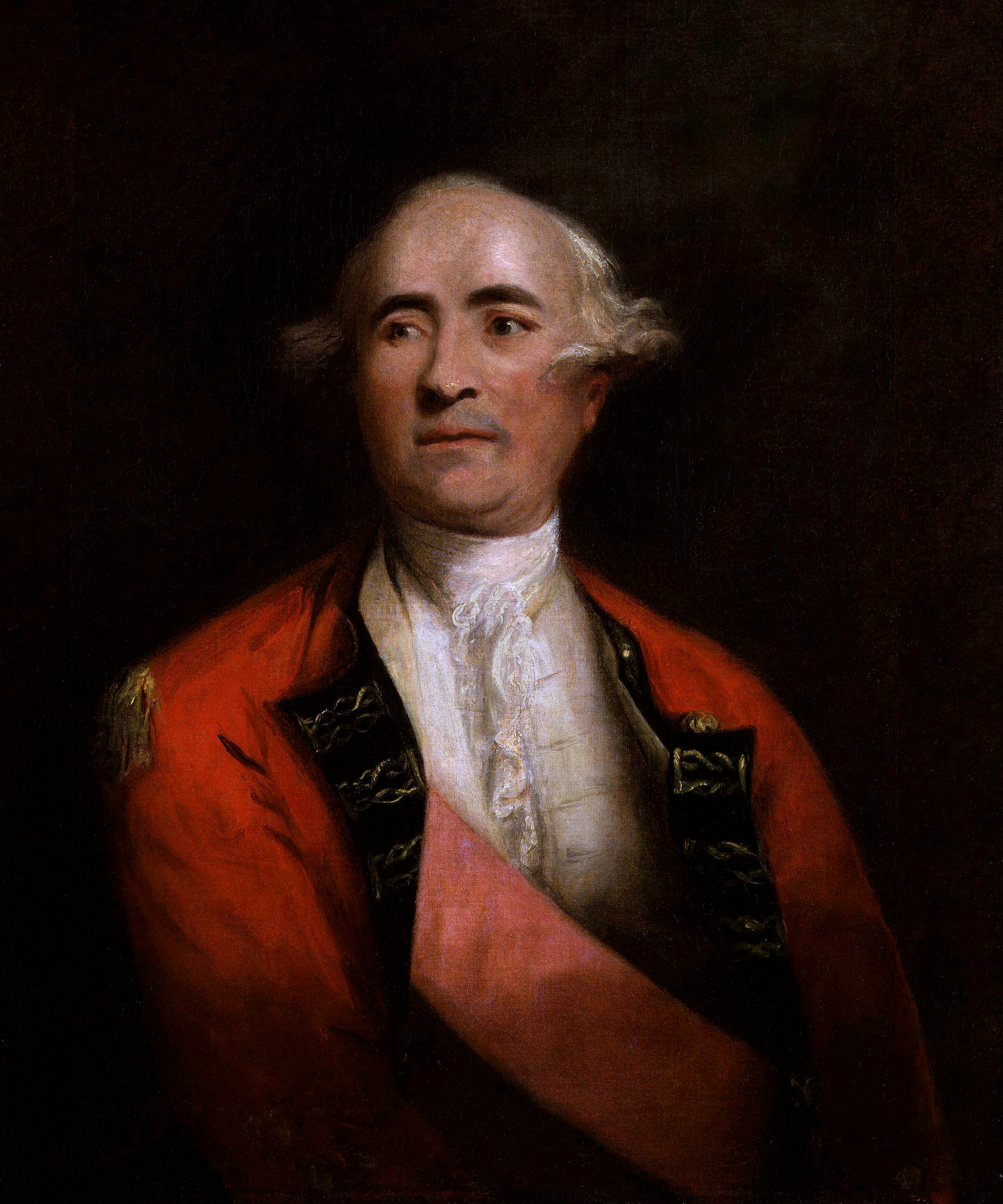
Портрет губернатора Квебека Фредерика Холдиманда кисти Джошуа Рейнолдса, около 1778 г.

Губернатор Квебека генерал-лейтенант Фредерик Холдиманд перед вторжением Салливана в страну ирокезов располагал армией, состоявшей из 6500 солдат регулярной армии, 1400 лоялистов и неопределённого числа франкоканадских и английских ополченцев, поддержавших Корону. Запас провизии Холдиманда был критически мал, и если благодаря местным фермерам в Детройте он ещё имелся, то гарнизон форта Ниагара испытывал постоянный дефицит продовольствия, а его поставки из Квебека были затруднены. Губернатор должен был решать, куда направить свои ограниченные ресурсы — в Монреаль, Ниагару или Детройт. После объявления Францией в июне 1778 года войны Британии, он опасался возможной морской атаки противника вверх по реке Святого Лаврентия. В марте 1779 года генерал Генри Клинтон сообщил Холдиманду, что угрозы вторжения с востока нет, и губернатор сосредоточился на обороне Детройта. Он отправил для выяснения всех обстоятельств своего адъютанта Дедерика Брема, отчёт которого подтвердил необходимость усиления обороны Детройта. Профессор Макс Минтц писал в 1999 году, что «сосредоточившись на защите ворот в Канаду, Холдиманд не понял замысла Вашингтона о кампании по уничтожению поселений ирокезов».
Основную информацию о действиях американцев Холдиманд получал от командира форта Ниагара подполковника Мейсона Болтона, а тот, в свою очередь, от Джона Батлера. В конце апреля 1779 года Батлер сообщил Болтону, что имеет сведения о комплектовании войска против ирокезов. В середине мая он писал о двух армиях, готовящихся выступить в страну ирокезов: одна, по его сведениям, должна была двигаться вверх по Саскуэханне, вторая — подниматься по Аллегейни. Его сын, Уолтер Батлер, написал Холдиманду напрямую, сообщив об ещё одном отряде американцев, который выйдет из форта Стэнвикс. 3 июля Джон Батлер доводил до сведения своего руководства, что «нет никаких сомнений, что мятежники поднимаются по Саскуэханне». Четыре дня спустя он вновь отправил губернатору разведданные, которые ему предоставил мохок из Канаваке. Согласно донесению индейца, первая армия американцев находилась у озера Отсиго и собиралась выступить в Тайогу, чтобы там встретить вторую армию, идущую из Вайоминга, а затем объединённое войско должно отправиться на завоевание страны ирокезов и форта Ниагара. Но Холдиманд не поверил Батлеру, он писал командующему фортом Ниагара: «Я убеждён, что целью мятежников является Детройт, и что они распространяют сообщения об экспедициях в вашем районе только для того, чтобы отвлечь рейнджеров и индейцев от их главной цели».
Уничтожение Ван Шайком главного поселения онондага в апреле вынудило Болтона действовать. 2 мая он приказал отряду Батлера отправиться в Канадасеагу на соединение с воинами ирокезов. В Канадасеаге разведчики ирокезов сообщали своим вождям, что две большие американские армии собраны и готовы двинуться в сторону индейских поселений. Одна находилась у реки Саскуэханны близ долины Вайоминг, другая — у озера Отсиго. Хотя ирокезы избегали столкновений с армиями Салливана и Клинтона, они не бездействовали полностью. Джозеф Брант считал, что набеги на американские поселения за линией наступления американцев побудят генералов разделить свои войска и послать отряды для защиты домов и ферм.
20 июля Брант возглавил 60 воинов-ирокезов и 27 лоялистов в рейде на Минисинк, небольшой американский городок на реке Делавэр. Большинство поселенцев укрылось в местном форте, который нападавшие не стали атаковать. В результате рейда четверо американцев были убиты и трое взяты в плен. Ирокезы и лоялисты сожгли 10 домов и 12 амбаров, две мельницы и небольшое укрепление, а также угнали скот. Два дня спустя отряд американских ополченцев под командованием полковника Джона Хаторна отправился в погоню за людьми Бранта. Близ устья реки Лакаваксен ополченцы столкнулись с ирокезами и лоялистами. Перестрелка завершилась рукопашным боем, в котором американцы потерпели поражение и потеряли более 40 человек убитыми. 2 августа Брант совершил набег на небольшое американское поселение на территории современного округа Херкимер и разрушил его.

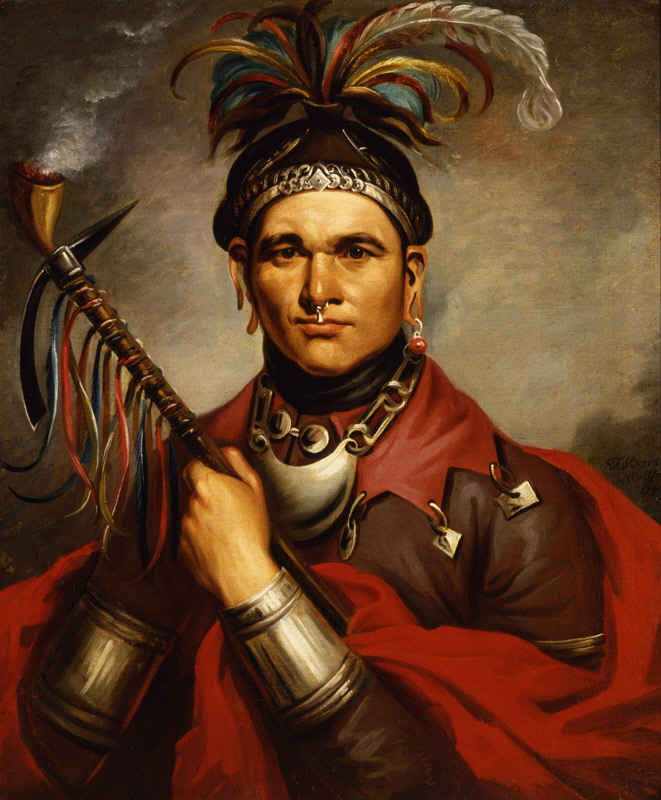
Портрет вождя сенека Сажателя Кукурузы, художник Фредерик Бартоли, 1796 г.

9 июля капитан Джон Макдонелл с 50 рейнджерами и несколькими солдатами 8-го полка отправился к Уэст-Бранч-Саскуэханне. По пути к нему присоединились 120 воинов сенека и кайюга под предводительством Сажателя Кукурузы. 28 июля они атаковали форт Фриленд близ ручья Манси-Крик. Гарнизон из 33 солдат и ополченцев капитулировал, а прибывший ему на помощь отряд Хокинса Буна был разбит. В Канадасеаге Макдонелл сообщил Батлеру, что после допроса пленных американцев он уверен в большой кампании против ирокезов. Батлер передал эту информацию Болтону, настоятельно требуя подкрепления. 15 августа от 400 до 500 солдат и союзных индейцев прибыли из форта Ниагара в страну ирокезов, что, учитывая размер армии Салливана, было слишком мало.
В середине августа Батлер в сопровождении примерно 300 воинов сенека и кайюга направился к реке Шеманг, где к ним присоединился отряд Бранта и несколько воинов делаваров. После сражения при Ньютауне Брант и Батлер отступили в Канадасеагу, а затем в Ченуссио. 2 сентября Холдиманд получил известие от Болтона, в котором командующий фортом Ниагара предупредил, что ирокезы не смогут сопротивляться американцам без значительного подкрепления. Губернатор решил, что спасать селения ирокезов слишком поздно, но есть возможность сохранить форт Ниагара. Он приказал Джону Джонсону возглавить экспедицию из 380 человек, которая должна была отправиться на помощь Батлеру, и взять на себя командование объединёнными силами. Нехватка продовольствия не позволяла Холдиманду направить большее подкрепление,
но демонстрацию поддержки союзным ирокезам он счёл необходимой.
Экспедиция Джонсона состояла из солдат Королевского Нью-Йоркского полка, подразделений 34-го пехотного полка, роты немецких егерей и индейских воинов из Семи наций Канады. 26 сентября Джонсон прибыл на остров Карлтон. Первоначально он хотел атаковать форт Салливан, но Болтон отговорил его от этого плана, поскольку считал, что эти действия не будут иметь каких-либо серьёзных последствий. Затем Джонсон стал планировать нападение на селения онайда и 13 октября со своим отрядом высадился в форте Осуиго. От этой идеи ему тоже пришлось отказаться, так как Брант со своими людьми не прибыл в форт, а воины из Семи наций не желали воевать с онайда. В результате экспедиция Джонсона так и не состоялась и его отряд был расформирован.

## Итоги и последствия

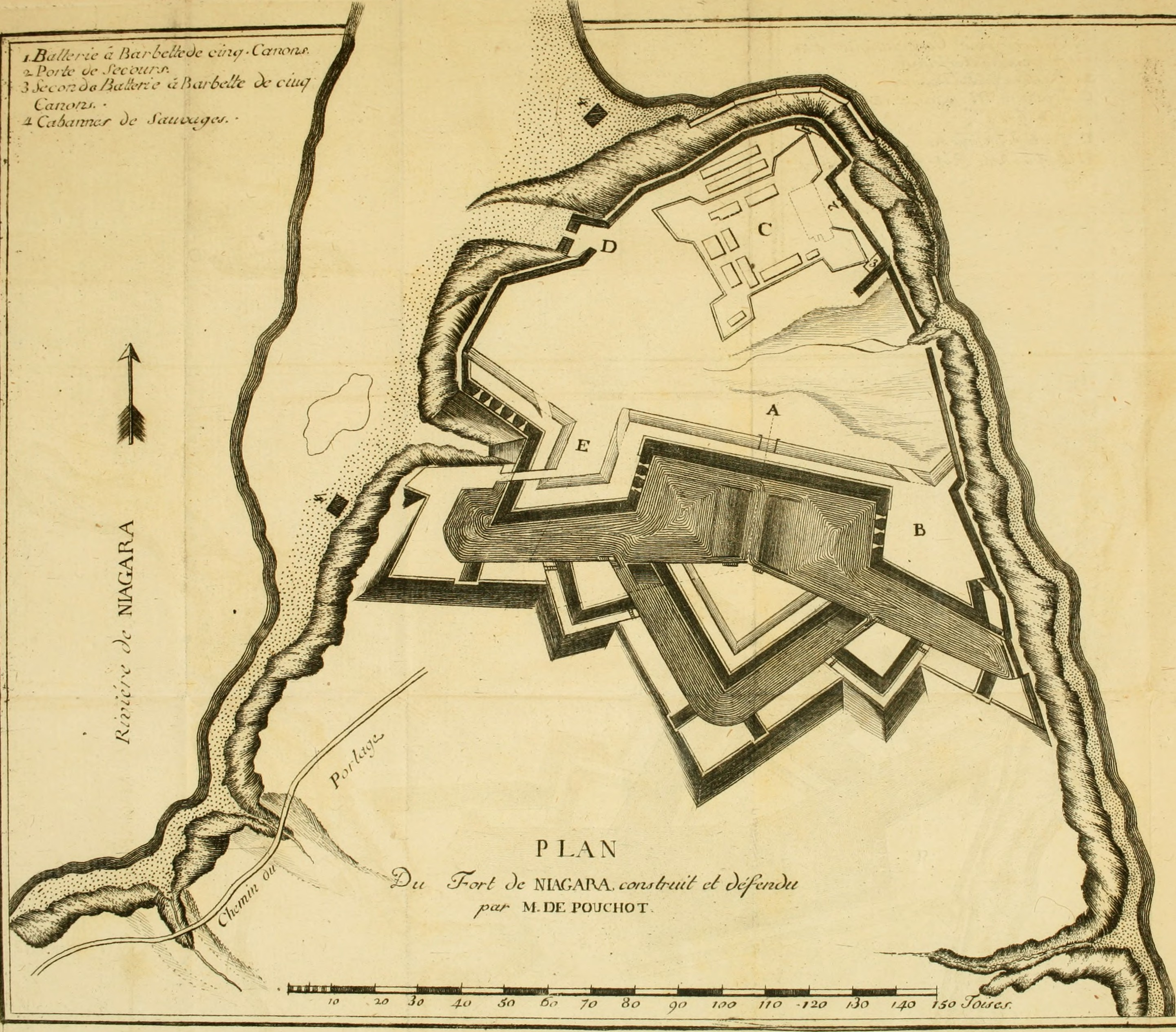
Форт Ниагара, карта 1781 г.

### Итоги
После окончания экспедиции Салливан отправил большой отчёт о своих достижениях Вашингтону и президенту Конгресса Джону Джею. В отчёте он указал, что его армия уничтожила 40 индейских поселений, 160 000 бушелей кукурузы и огромное количество овощей и плодовых деревьев. Вашингтон поздравил и похвалил Салливана за «за его большую настойчивость и активность», а 14 октября 1779 года генерал получил Благодарность Конгресса. Однако, прибыв в штаб-квартиру, Салливан был удручён холодным приёмом, который ему оказали офицеры. 6 ноября он отправил Вашингтону письмо, в котором сообщал о своём намерении покинуть армию из-за ухудшающегося здоровья. Вашингтон встретился с генералом и попытался уговорить его остаться на службе, но Салливан был непреклонен. Вскоре он подал прошение об отставке в Конгресс, которое было одобрено.
В октябре 1779 года около форта Ниагара собралось более 5000 индейцев, большинство из них составляли ирокезы из разрушенных Салливаном поселений. Некоторые в конечном итоге вернулись на свои земли после ухода американцев и к ноябрю в форте осталось 2628 беженцев. Обеспечение их продовольствием и одеждой представляло огромные трудности для Мейсона Болтона. Беженцы ютились в наспех сделанных жилищах вокруг форта и ужасно страдали от холодной погоды и недоедания. Зима 1779—1780 годов оказалась очень суровой и индейцы умирали от болезней, переохлаждения и голода. Многие воины желали вернуться и отомстить американцам за свои лишения.
Филип Скайлер отправил письмо вождям ирокезов от Континентального конгресса, в котором призывал их сложить оружие и вернуться к нейтралитету. Послание доставила делегация из четырёх вождей онайда и мохоков форта Хантер. Посланники прибыли в форт Ниагара 13 февраля под охраной, высланной им навстречу. Они доставили письмо Скайлера, а затем попросили о переговорах с вождями беженцев. 17 февраля делегаты, принеся несколько поясов из вампума, обратились не только к вождям, но и к влиятельным женщинам, которые играли важную роль в иерархии ирокезского общества. Сайенкерата обвинил онайда в сотрудничестве с американцами и заявил, что индейцы «так часто сталкивались с вероломством мятежников, что он не обратит никакого внимания ни на одно из их слов и никогда им не поверит». Остальные лидеры беженцев согласились с его словами и отвергли предложение Скайлера. Британцы арестовали послов и заключили их в неотапливаемую и неосвещённую темницу в форте. Один из участников переговоров, Маленький Эйбрахам, лидер нейтральных мохоков, умер во время своего заключения. .

### Потери
40 солдат армии Салливана погибло во время боёв, от болезней или несчастных случаев, ещё 33 были ранены. Потери рейнджеров и лоялистов составили пятеро убитыми или взятыми в плен, и трое ранеными.
Точные потери ирокезов установить невозможно. По оценкам профессора Джеффри Остлера из Орегонского университета, число погибших индейцев в результате военных действий составило около 200 человек, а ещё около 1000 позже умерли у форта Ниагара от болезней, голода и переохлаждения. Он считал, что число погибших было бы гораздо выше, если бы ирокезы защищали свои поселения и сражались с армией Салливана.

### Последствия
Американские историки Барбара Греймонт и Макс Минтц выразили сомнения, что кампания Салливана была достаточно успешной. Греймонт писала в 1972 году, что «Вашингтон хотел сломить мощь индейцев и обезопасить границы, но экспедиция не достигла ни одной из этих целей». Профессор Минтц пришёл к выводу, что Салливан разрушил деревни индейцев и лишил их средств к существованию, но «если его миссия заключалась в устранении угрозы ирокезов для европейской оккупации их земель, то он добился лишь кратковременной передышки». Он раскритиковал действия генерала в сражении при Ньютауне, отметив, что его победа оказалась сомнительной, поскольку рейнджеры и ирокезы смогли избежать больших потерь и скрыться. Также Минтц посчитал ошибкой приказы Салливана о разрушении фортов, которые он возвёл в ходе экспедиции, так как это оставило огромную территорию защищённой только фортом Стэнвикс от будущих набегов ирокезов.
Селения, сады и урожаи сенека, кайюга и онондага были уничтожены, но вместо заключения мира с американцами кампания Салливана возобновила их решимость сражаться. Решение вождей ирокезов отступить перед численно превосходящем войском Салливана помогло сохранить боеспособность их воинов. Сайенкерата заявил в декабре 1779 года: «Хотя мы получили сильный удар, наши сердца и руки всё ещё сильны, и мы нисколько не унываем». Ещё до того, как Скайлер послал сообщение ирокезам, их отряды отправились мстить американцам. В начале февраля 1780 года, несмотря на сильный холод и глубокий снег, Брант собрал отряд из примерно 300 воинов — сенека, кайюга, мохоков, тутело, делаваров, онондага и пяти белых лоялистов.

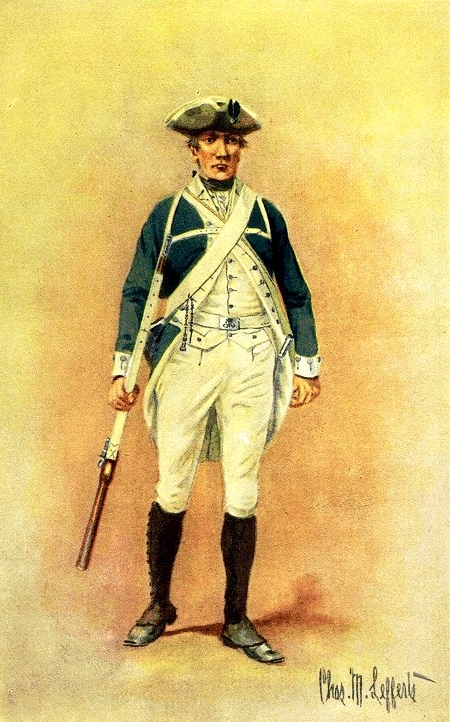
Солдат Королевского Нью-Йоркского полка Джона Джонсона. Художник, около 1910 г.

Из-за отсутствия укрытий и малого количества провизии отряд разбился на несколько небольших групп, каждая из которых выбрала себе цель. Брант во главе своей группы в верховьях Делавэра наткнулся на 15 американцев. Трое поселенцев были застрелены, а 11 сдались в плен. Брант отвёл пленников в форт Ниагара и продолжил рейды на поселения Нью-Йорка и Пенсильвании. Джон Батлер сообщал британскому командованию, что с начала февраля и по 3 сентября 1780 года из 59 военных отрядов, отправленных из форта Ниагара, 43 вернулись, а 16 всё ещё находились в походах. В результате рейдов 142 американца были убиты и 161 взят в плен, а 157 домов и 150 зернохранилищ были разрушены.
Не только ирокезы жаждали мести. Джон Джонсон и его лоялисты из Королевского Нью-Йоркского полка были разочарованы неудавшейся экспедицией. С началом весны Джонсон предложил Холдиманду собрать войско и направить его в долину Мохок. Получив согласие Холдиманда, он собрал 539 человек близ Монреаля. Кроме британцев, в состав его сил входили 130 мохоков Бранта и 80 мохоков, алгонкинов и ниписсингов из Канесатаке. В начале мая экспедиция Джонсона отправилась на лодках по озеру Шамплейн и сошла на берег недалеко от форта Краун-Пойнт. Американцы не смогли остановить Джонсона, силы которого сожгли в Конаваге 120 домов, амбаров и мельниц, и уничтожили огромное количество муки, хлеба и кукурузы. 12 поселенцев было убито, а 27 захвачено в плен. В июле 294 онондага, тускарора и онайда покинули территорию Нью-Йорка и присоединились к британской коалиции в форте Ниагара.
2 октября Джонсон возглавил вторую экспедицию против поселенцев долин Скохари и Мохок, в состав которой также входили ирокезы. Войско Джонсона сожгло 200 домов и уничтожило 150 000 бушелей зерна. Небольшие отряды ирокезов продолжали свои набеги на поселения американцев. В общей сложности на севере Нью-Йорка в 1780 году британцами и ирокезами было убито или взято в плен 330 человек, разрушено шесть фортов и несколько мельниц, а также сожжено более 700 домов и амбаров. Подобно ирокезам у форта Ниагара, онайда, отказавшиеся покинуть Нью-Йорк, теперь также стали беженцами. Не имея достаточного питания, одежды и жилья, они жили в крайней нищете. Обещания помощи лидеров американцев так и не были реализованы, и множество онайда умерло в декабре 1780 года. Как писал Дэниел Барр в 2006 году, «это было только началом жестокого обращения с ними со стороны американских друзей».
Интересы ирокезов были проигнорированы на переговорах между Британией и США, которые закончились Парижским мирным договором. Когда предварительные статьи договора были представлены Палате лордов, только лорд Уолсингем высказался за возвращение территорий ирокезам. Он посчитал «позорным и непростительным» отказ от обещаний, данных им. Но Британия не собиралась возобновлять войну ради индейцев и доводы Уолсингема были оставлены без внимания премьер-министром графом Шелберном и остальными лордами.
В октябре 1784 года Холдиманд подписал указ, согласно которому ирокезы получали более 2400 км² земли вдоль реки Гранд-Ривер в качестве компенсации за союз с британскими войсками во время войны. Согласно переписи 1785 года, там проживало 1843 человека, в том числе 1443 ирокеза — 448 мохоков, 381 кайюга, 245 онондага, 162 онайда, 129 тускарора и 78 сенека. 400 человек представляли другие племена, включая делаваров, нантикоков, тутело, чероки и криков. Мохоки форта Хантер также покинули Нью-Йорк и поселились на северном берегу залива Куинте (современная резервация Тиендинага). Значительное число сенека, кайюга, онондага, тускарора и онайда предпочло остаться на своих родных землях.
Начиная с 1784 года правительство Соединённых Штатов заключило ряд договоров с ирокезами, которые привели к уступке большей части их традиционной территории. В октябре 1784 года в форте Стэнвикс был заключён первый договор, согласно которому ирокезы отказались от своих притязаний на Огайскую землю и уступили полосу земли вдоль восточного берега реки Ниагара, а также всю свою территорию к западу от устья реки Баффало. Однако совет шести племён, собравшийся в Баффало-Крике, отказался ратифицировать договор, аргументируя это тем, что у их делегатов не было права отдавать такие большие территории. Позднее власти штата Нью-Йорк систематически приступили к лишению ирокезов их земель посредством политики угроз, обмана и хитрости.
Несмотря на попытки федерального правительства защитить резервации ирокезов в Нью-Йорке, крупные земельные компании продолжили лишать индейцев их земель. К февралю 1789 года у кайюга осталась лишь небольшая резервация площадью 259 км², которую они полностью потеряли через 6 лет. К 1822 году во владении онондага осталось лишь 24,7 км². Между 1795 и 1846 годами онайда лишились всех своих территорий в штате и уехали в Висконсин. Сенека уступили всю свою территорию в конце XVIII века за исключением 809 км². Лишение ирокезов собственности означало разрыв их союза и упадок образа жизни воинов. Под руководством Бранта они попытались воссоздать свой союз, но в результате образовались канадская и американская конфедерации, каждая со своим собственным руководящим советом из 50 сахемов. Ныне продолжают существовать две конфедерации ирокезов — одна с центром в резервации Онондага, а другая в резервации Сикс-Нейшенс близ Брантфорда.

## Споры о геноциде
Ряд учёных и исследователей назвали кампанию Салливана геноцидом, утверждая, что Вашингтон явно намеревался «истребить» ирокезов. В своей статье 2018 года «Hostile Nations: Quantifying the Destruction of the Sullivan-Clinton Genocide of 1779» историк Рианнон Келер писала, что приказы Вашингтона «были направлены на искоренение ирокезов как группы и, следовательно, носили геноцидный характер». Она также утверждала, что «операция Вашингтона 1779 года по уничтожению ирокезов была первоочередной задачей правительства США». В статье Келер отрицала, что Вашингтон спланировал кампанию в ответ на рейды ирокезов и лоялистов на поселения в Нью-Йорке и Пенсильвании.
В своей работе Келер ссылалась на книгу Барбары Элис Манн «George Washington’s War on Native America», которая вышла в 2005 году. Манн не считала, что действия ирокезов во время рейдов в Вайоминг и Черри-Валли спровоцировали американцев на ответные меры и настаивала о намерениях Вашингтона и Салливана полностью уничтожить ирокезов. С Келер и Манн согласен писатель и историк Харри Шенавулф. В своей статье «General Sullivan’s Expedition Against the Iroquois and the Battle of Newtown» он утверждал, что «эта экспедиция полностью соответствовала параметрам геноцида».
Гленн Уильямс, автор книги «Year of the Hangman: George Washington’s Campaign Against the Iroquois», отверг обвинения историков в адрес первого президента США, добавив, что «идея Вашингтона всегда заключалась в ассимиляции, а не в геноциде». Он отметил, что два ирокезских племени, онайда и тускарора, даже во время Экспедиции Салливана были на стороне американцев. Профессор антропологии Уильям Старна, выступая на симпозиуме, посвящённом кампании Салливана-Клинтона, сказал, что «что при определении факта геноцида необходимо учитывать мотив, намерение и результат». Он усомнился в геноцидных намерениях Вашингтона и пришёл к выводу, что применение этого термина к экспедиции «фактически неверно».

## Наследие

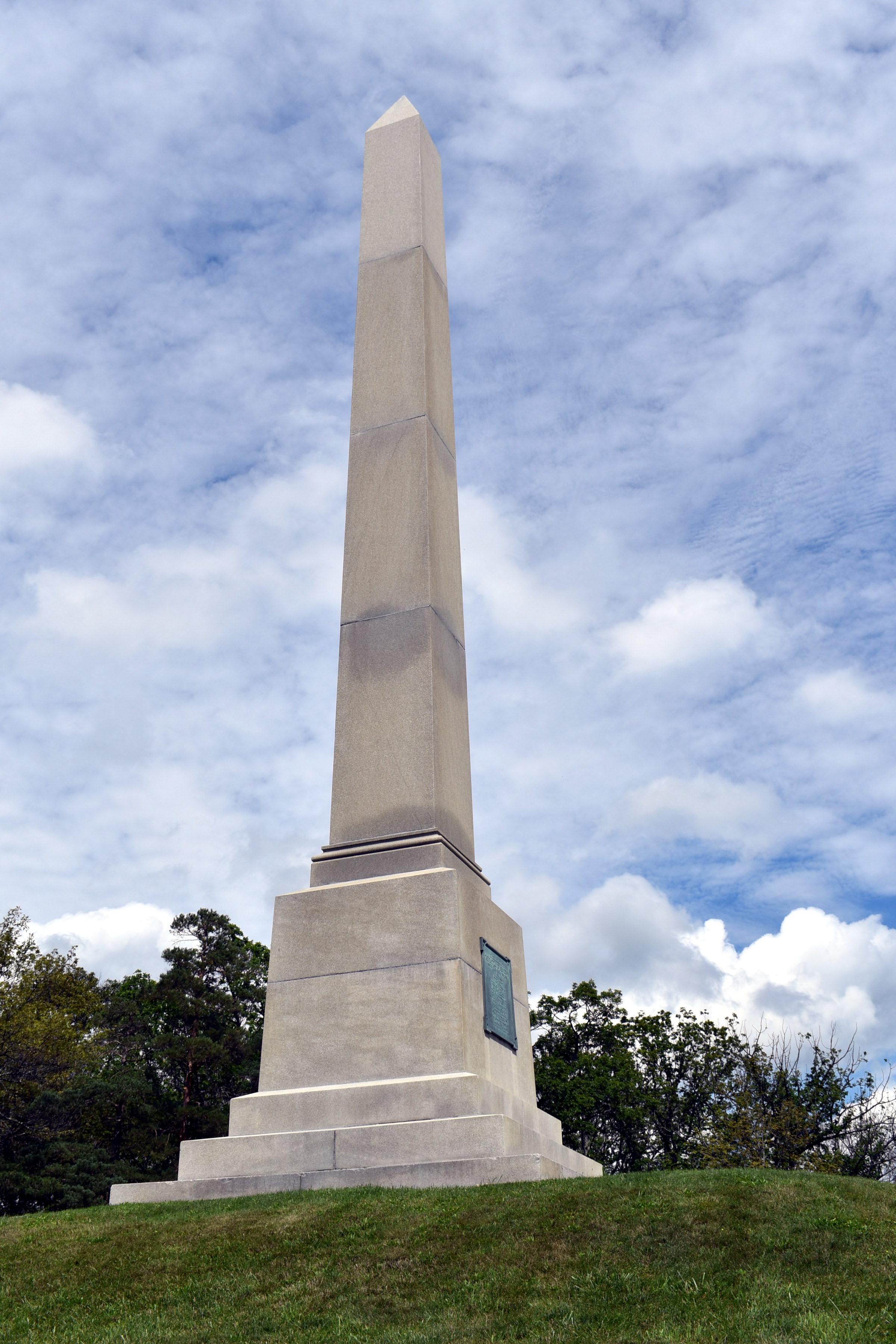
Памятник, построенный в 1912 году

В 1879 году в честь столетия Экспедиции Салливана близ города Элмайра был воздвигнут памятник, который представлял собой каменную башню высотой более 12 метров. В стволе башни находилась лестница, позволяющая посетителям подняться наверх и лицезреть окрестности поля боя при Ньютауне. Памятник находился на территории, которая позднее стала частью парка штата Ньютаун-Батлфилд. Одним из выступавших на церемонии открытия был главнокомандующий армии США генерал Уильям Текумсе Шерман. В своей речи Шерман оправдывал кампанию Салливана и назвал поле боя при Ньютауне «священным». Первоначальный памятник обрушился в 1911 году и на его месте был построен новый.
В 1929 году, в честь 150-летия экспедиции Салливана, историк штата Нью-Йорк профессор Александр Флик добился установки 35 исторических маркеров «Маршруты армий» (англ. Routes of the armies), которые отмечали передвижения войск Салливана и Клинтона в Нью-Йорке и Пенсильвании. Флик утверждал, что экспедицию правильнее называть Кампанией Салливана-Клинтона из-за её обширного географического охвата и множества крупных и мелких операций. В результате экспедиция была зафиксирована на маркерах, установленных в Нью-Йорке, как Кампания Салливана-Клинтона. На маркерах, установленных в том же году в Пенсильвании, кампания против ирокезов названа Экспедицией Салливана. Тот факт, что генерал Клинтон был братом первого губернатора Нью-Йорка, вероятно побудил Флика к изменению названия экспедиции. В том же году Почтовая служба США выпустила памятную марку с портретом Джона Салливана.
Празднование двухсотлетия экспедиции Салливана в 1979 году прошло гораздо более сдержанно, одной из причин этого стали земельные претензии онайда и кайюга к штату Нью-Йорк. К 225-летию экспедиции была проведена масштабная историческая реконструкция сражения при Ньютауне. В ней участвовали около 800 реконструкторов, в том числе и представители ирокезов.

### Статьи
- Hill, Esther V. The Iroquois Indians and Their Lands Since 1783 (англ.) // The Quarterly Journal of the New York State Historical Association. — Ithaca, NY: Cornell University Press, 1930. — Vol. 11, iss. 4. — P. 335—353. — ISSN 01463519.
- Hollway, Don. The Town Destroyer (англ.) // History Magazine. — Ajax, Ontario: Moorshead Magazines Limited, 2015. — Vol. 16, iss. 6. — P. 8—13. — ISSN 1492-4307.
- Koehler, Rhiannon. Hostile Nations: Quantifying the Destruction of the Sullivan-Clinton Genocide of 1779 (англ.) // American Indian Quarterly. — Lincoln, Nebraska: University of Nebraska Press, 2018. — Vol. 42, iss. 4. — P. 427—453. — ISSN 0095-182X. — JSTOR 10.5250/amerindiquar.42.4.0427.
- Smith, Andrea Lynn; John, Randy A. Monuments, Legitimization Ceremonies, and Haudenosaunee Rejection of Sullivan-Clinton Markers (англ.) // New York History. — Ithaca, NY: Cornell University Press, 2021. — Vol. 101, iss. 2. — P. 343—365. — ISSN 0146-437X.
- Venables, Brant. A Battle of Remembrance: Memorialization and Heritage at the Newtown Battlefield, New York (англ.) // Northeast Historical Archaeology. — New Haven, CT: Council for Northeast Historical Archaeology, 2012. — Vol. 41, iss. 8. — P. 144—165. — ISSN 0048-0738.
- Wait, William. Sullivan Campaign (англ.) // Proceedings of the New York State Historical Association. — Cornell University Press, 1906. — Vol. 6. — P. 80—86.